# Bundesreisekostengesetz
Das Bundesreisekostengesetz (BRKG) regelt Art und Umfang der Reisekostenvergütung der Beamten und Richter des Bundes sowie Soldaten und der in den Bundesdienst abgeordneten Beamten und Richter. Das aktuelle Gesetz trat am 1. September 2005 in Kraft; § 16 bereits am 27. Mai 2005.

## Geltungsbereich
Das Gesetz findet über den Verweis in § 44  Abs. 1 Tarifvertrag für den öffentlichen Dienst (TVöD) – besonderer Teil Verwaltung – auch Anwendung auf die Arbeitnehmer der Bundesverwaltung.
Für die Beamten, Richter und Arbeitnehmer im öffentlichen Dienst außerhalb der Bundesverwaltung gelten teilweise eigenständige Reisekostengesetze der einzelnen Bundesländer. Für Beschäftigte im Bereich des Tarifvertrag für den öffentlichen Dienst der Länder (TV-L) ist über § 23 Bezug genommen auf die Regelungen für Beamte des jeweiligen Arbeitgebers. Teilweise ist in den Beamtengesetzen einiger Länder (z. B. Schleswig-Holstein) die Anwendung des BRKG geregelt, so dass letztlich das BRKG auch für Beschäftigte im Rahmen des TV-L gilt.

## Fahrtkostenerstattung bei Krankenfahrten
Über den Verweis aus § 60 Abs. 3 Nr. 4 des Fünften Buches Sozialgesetzbuch ist das Bundesreisekostengesetz außerdem maßgebend für die Erstattung der Kosten von Krankenfahrten, wenn der Versicherte ein privates Kraftfahrzeug nutzt beziehungsweise in einem solchen transportiert wird. Die Fahrtkostenerstattung beträgt 0,20 Euro pro Kilometer, maximal 120,00 Euro. Eine höhere Fahrtkostenerstattung entsprechend § 5 Abs. 2 Satz 1 BRKG ist nicht möglich.

## Verordnungen und Verwaltungsvorschriften zum Bundesreisekostengesetz
Eine Allgemeine Verwaltungsvorschrift zu diesem Gesetz hat das Bundesministerium des Innern, für Bau und Heimat (BMI) erlassen (BRKGVwV). In ihr sind Regelungen zu Details der Gesetzesanwendung enthalten, wie z. B. wann die Flugzeugnutzung gerechtfertigt ist, wann ein Taxi benutzt werden darf, wie bei der Benutzung eines privaten Kraftfahrzeugs bei Dienstreisen verfahren wird.
Darüber hinaus existiert die Verordnung über die Reisekostenvergütung bei Auslandsdienstreisen (ARV) des BMI. In ihr sind insbesondere Auslandstagegelder und Auslandsübernachtungsgelder für jedes Land geregelt, aber auch Dinge wie der Zeitpunkt des Grenzübertritts oder das Beschaffen klimabedingter Bekleidung bei längerem Aufenthalt.